# Comuna Humeneț, Pustomîtî
Humeneț (în ucraineană Гуменець) este o comună în raionul Pustomîtî, regiunea Liov, Ucraina, formată din satele Humeneț (reședința) și Lanî.

## Demografie
Componența lingvistică a comunei Humeneț
     Ucraineană (96,58%)
     Alte limbi (0,6%)
Conform recensământului din 2001, majoritatea populației comunei Humeneț era vorbitoare de ucraineană (96,58%), existând în minoritate și vorbitori de polonă (2,83%).